# Sascha Boller
Sascha Boller (Pforzheim, 16 febbraio 1984) è un ex calciatore tedesco, di ruolo centrocampista.

## Carriera
Boller ha iniziato la sua carriera nelle giovanili del SV Hohenwart nel 1994, per poi passare poco dopo allo Stoccarda e successivamente al Karlsruhe. Ha debuttato tra i professionisti con la Germania Brötzingen nel 2003, per poi passare nel 2004 alla seconda squadra del Hoffenheim, con cui ha collezionato 52 presenze e 6 gol. Tra il 2005 e il 2007 ha anche militato nella prima squadra, giocando 16 partite in campionato e segnando 2 reti.
Nel 2008 si è trasferito al Greuther Fürth, dove è sceso in campo in 2 occasioni, per poi accasarsi al Reutlingen, con cui ha disputato due stagioni da titolare. Ha poi avuto brevi esperienze con l'Eintracht Francoforte II e con l'Austria Lustenau, club austriaco con cui ha totalizzato 76 presenze e 10 reti in tre stagioni. Dopo una stagione all'Grödig, ha giocato in varie squadre tedesche minori, tra cui 1. FC Ersingen, 1. FC Bruchsal, FV Langenalb, SV Büching e infine Grunbach, dove ha chiuso la carriera nel 2020.